# Il grido disperato di mille bands
Il grido disperato di mille bands è il primo album da solista del rocker italiano Pino Scotto pubblicato nel 1992. Musiche di Giulio Kaliandro e testi di Norman Zoia.

## Tracce
1. Rock n'roll
2. Dio del blues
3. Joni Stone
4. Il grido disperato di mille bands
5. Baby lupo
6. Venditi l'anima
7. Regina di cuori
8. Disamore
9. Gamines

## Formazione
- Pino Scotto - voce
- Andrea Braido - chitarra
- Luigi Schiavone - chitarra
- Luca Verde - chitarra
- Giulio Kaliandro - basso, cori, sitar
- Enzo Oreste - batteria
- Ronnie Jackson - chitarra
- Fabio Treves - armonica a bocca